# Zhang Yan (Fußballspielerin)
Zhang Yan (chinesisch 张岩; * 6. August 1972) ist eine ehemalige chinesische Fußballspielerin.

## Karriere
Sie gewann bereits bei den Asienspielen 1990 mit ihrer Mannschaft eine Goldmedaille. Kurz danach gehörte sie auch bei der Weltmeisterschaft 1991 mit zum Kader der chinesischen A-Nationalmannschaft. Danach war sie auch noch Teil des Teams bei den Olympischen Spielen 1996, mit denen sie dort die Silber-Medaille gewann.